# 第18回宝塚記念
1977年6月5日に阪神競馬場で行われた第18回宝塚記念について詳細を記述する。
- なお、馬齢については当時の表記方法（数え年）とする。

## レース施行時の状況
同年の宝塚記念は出走頭数僅か6頭と少ないものの、出走馬はホクトボーイを除いて全て八大競走優勝馬という豪華メンバーとなっていた。
1番人気のテンポイントは、当時東高西低であった東西所属馬の勢力状況の中で関西の期待を一身に担い「関西の星」と呼ばれていた。4歳時こそ皐月賞2着、東京優駿7着、菊花賞2着、有馬記念2着と無冠に終わっていたが、古馬となったこの年はここまで天皇賞（春）を含む3連勝と好調を保っていた。単勝オッズは2.1倍と抜けた1番人気であった。
一方の2番人気・関東馬の筆頭トウショウボーイは、4歳時に皐月賞と有馬記念を優勝。テンポイントにとって最大のライバルであったが、有馬記念以降は骨瘤により休養を続けており、このレースがこの年の緒戦。この臨戦過程が不安要素とされての2番人気であった。
僅差の3番人気は4歳秋に菊花賞でテンポイントとトウショウボーイを破ったグリーングラス。菊花賞後の有馬記念には出走しておらず、年明け早々のアメリカジョッキークラブカップをレコードタイムで完勝と力を見せていたが、その後は目黒記念（春）が60kgでカシュウチカラの2着、天皇賞は虫歯と歯替わりで本調子に遠く4着とひと息のレースを続けていた。
以下の人気は、前年秋の天皇賞馬で有馬記念でも2頭に続く3着と力を見せたアイフル、前年のダービー馬クライムカイザー、この時点では八大競走未勝利のホクトボーイと続いていた。

## 出走馬
芝2200メートル 天候・晴 馬場状態・良
| 枠番 | 馬番 | 競走馬名         | 性齢 | 騎手     | オッズ    | 調教師   |
| ---- | ---- | ---------------- | ---- | -------- | --------- | -------- |
| 1    | 1    | ホクトボーイ     | 牡5  | 久保敏文 | 6人(13.4) | 久保道雄 |
| 2    | 2    | トウショウボーイ | 牡5  | 武邦彦   | 2人(4.2)  | 保田隆芳 |
| 3    | 3    | テンポイント     | 牡5  | 鹿戸明   | 1人(2.1)  | 小川佐助 |
| 4    | 4    | アイフル         | 牡7  | 嶋田功   | 4人(5.0)  | 仲住芳雄 |
| 5    | 5    | クライムカイザー | 牡5  | 橋口満朗 | 5人(9.9)  | 佐藤嘉秋 |
| 6    | 6    | グリーングラス   | 牡5  | 安田富男 | 3人(4.4)  | 中野隆良 |

## レース展開
最終コーナー奥のポケットからスタートした6頭は、積極的に先頭に立とうとする馬がいなかったため、押し出される形でトウショウボーイがレースを先導した。
最初のゴール板通過は、トウショウボーイ・テンポイント・グリーングラス・アイフル・ホクトボーイ・クライムカイザーの順。互いにマークし合ったため、ペースは1000mを63秒台というスローで推移する。
レースが動いたのはレースが半分を終えた所で、その切っ掛けは先頭を走るトウショウボーイであった。3コーナー手前から一気にスパートを始めると、それを追走できたのはテンポイントとグリーングラスだけで、アイフル・ホクトボーイ・クライムカイザーは置き去りにされる。
その後もトウショウボーイの脚は衰えず、後半1000mを57秒6という当時の1000mレコードを凌ぐタイムで押し切り1着。なお、1番人気のテンポイントは3/4馬身の2着に終わり、以下も最初にゴール板前を通過した順でレースを終えた。
レースの上がり3ハロン34秒5は当時「驚異的」と称されたが、アイフルはレース後に脚を痛めて引退。クライムカイザーも引退している。
この競走の映像（関西テレビ放送の中継の映像を収録したもの）は、1995年10月20日にポニーキャニオンより発売された「中央競馬GIシリーズ 宝塚記念史」に収録されている。

## レース結果
| 着順 | 枠番 | 馬番 | 競走馬名         | 着差     |
| ---- | ---- | ---- | ---------------- | -------- |
| 1    | 2    | 2    | トウショウボーイ | 2分13秒0 |
| 2    | 3    | 3    | テンポイント     | 3/4      |
| 3    | 6    | 6    | グリーングラス   | 4馬身    |
| 4    | 4    | 4    | アイフル         | 6馬身    |
| 5    | 1    | 1    | ホクトボーイ     | 2馬身    |
| 6    | 5    | 5    | クライムカイザー | クビ     |

### 払戻
| 単勝式   | 2   | 420円 |
| 複勝式   | 2   | 230円 |
| 複勝式   | 3   | 110円 |
| 連勝複式 | 2-3 | 440円 |

## 達成された記録
- トウショウボーイはスピードシンボリ以来7年ぶり2頭目の有馬→宝塚での秋春連覇達成